# Бочнево
Бочнево — деревня в муниципальном округе Егорьевск Московской области России.

## География
Деревня Бочнево расположена в юго-западной части муниципального округа Егорьевск, примерно в 25 километрах к юго-востоку от города Егорьевска. По северной окраине деревни протекает река Раменка. Высота над уровнем моря 120 метров.

## История
До отмены крепостного права в России деревня принадлежала помещице Полуденской. После 1861 года деревня вошла в состав Раменской волости Егорьевского уезда. Приход находился в селе Раменки.
В 1926 году деревня входила в Раменский сельсовет Раменской волости Егорьевского уезда.
До 1994 года Бочнево входило в состав Раменского сельсовета Егорьевского района, а в 1994—2006 годы — Раменского сельского округа.
До 2015 года входила в состав сельского поселения Раменское.
В 2015 году вошла в состав городского округа Егорьевск, образованного в том же году путем упразднения Егорьевского района и объединения всех его поселений в единый городской округ.

## Демография
В 1885 году в деревне проживало 157 человек, в 1905 году — 183 человека (80 мужчин, 103 женщины), в 1926 году — 133 человека (53 мужчины, 80 женщин). По переписи 2002 года — 15 человек (7 мужчин, 8 женщин). Население — 7 человек (2010).
| 1859 | 1868 | 1885 | 1905 | 1926 | 2002 | 2006 |
| ---- | ---- | ---- | ---- | ---- | ---- | ---- |
| 169  | ↗178 | ↘157 | ↗183 | ↘133 | ↘15  | ↘10  |
| 2010 |      |      |      |      |      |      |
| ↘7   |      |      |      |      |      |      |